# 谷田部町
谷田部町（やたべまち）は、かつて茨城県南西部、筑波郡に存在した町。
徳川時代には、熊本細川氏の分家が治める谷田部藩の城下町であった。
1987年（昭和62年）11月30日に、筑波郡豊里町・大穂町・新治郡桜村と合併されてつくば市となり、消滅した。旧谷田部町役場はつくば市役所谷田部庁舎となったが、2010年（平成22年）5月6日に苅間（現研究学園一丁目）につくば市役所新庁舎が完成するまでは、対外的に「つくば市役所」としていた（つくば市役所の機能は旧町村各庁舎に分化していた）。

## 地理
桜川低地と小貝川低地に挟まれた筑波台地の南部に位置し、町域はほとんど高低差のない平坦な地形をしている。
- 川：小野川、東谷田川、西谷田川
- 沼：洞峰沼

### 隣接していた自治体
名称は当時のもの
- 筑波郡：大穂町、豊里町、伊奈町、谷和原村
- 新治郡：桜村
- 稲敷郡：茎崎町
- 水海道市
- 土浦市
- 牛久市

## 沿革
- 1955年（昭和30年）3月31日 - 筑波郡谷田部町・葛城村・島名村、小野川村、及び真瀬村の一部が合併、新町制による谷田部町成立（真瀬村の残部は水海道市に編入）。
- 1973年（昭和48年） - 筑波郡谷田部町大字谷田部の一部を稲敷郡茎崎町に編入（現:つくば市池の台の一部）[2]。
- 1987年（昭和62年）11月30日 - 筑波郡豊里町、大穂町、新治郡桜村と合併してつくば市となり、消滅。

## 地域

### 教育
大学
- 図書館情報大学（後に筑波大学図書館情報専門学群に改組）

高等学校
- 茨城県立谷田部高等学校

中高一貫校
- 茗溪学園中学校・高等学校

中学校
- 谷田部町立高山中学校
- 谷田部町立手代木中学校
- 谷田部町立谷田部中学校

小学校
- 谷田部町立小野川小学校
- 谷田部町立葛城小学校
- 谷田部町立島名小学校
- 谷田部町立手代木南小学校
- 谷田部町立真瀬小学校
- 谷田部町立柳橋小学校
- 谷田部町立谷田部小学校

## 交通

### 道路
- 高速道路
  - 常磐自動車道
    - 谷田部IC
- 一般国道
  - 国道408号
- 主要地方道
  - 茨城県道19号取手筑波線
- 一般県道
  - 茨城県道123号土浦岩井線
  - 茨城県道133号赤浜谷田部線
  - 茨城県道143号谷田部牛久線
  - 茨城県道202号館野牛久線
  - 茨城県道210号谷田部藤代線
  - 茨城県道220号島名福岡線
  - 茨城県道244号妻木赤塚線
  - 茨城県道273号館野荒川沖停車場線

## 旧跡
- 谷田部城跡
- 五角堂

## 出身有名人
- 飯塚伊賀七[3] - 江戸時代の発明家
- 工藤一彦 - 元プロ野球選手
- 松居直美 - タレント

## その他
- 谷田部町の市外局番は、筑波研究学園都市研究学園地区を除き02975（-4、5、6）であった[4]。